# 3948 Bohr
3948 Bohr је астероид главног астероидног појаса са средњом удаљеношћу од Сунца која износи 2,261 астрономских јединица (АЈ).
Апсолутна магнитуда астероида је 13,6.